# Ischnurges argentalis
Ischnurges argentalis är en fjärilsart som beskrevs av George Francis Hampson. Ischnurges argentalis ingår i släktet Ischnurges och familjen Crambidae. Inga underarter finns listade i Catalogue of Life.